# 猴硐煤礦博物園區
猴硐煤礦博物園區，是位於台灣新北市瑞芳區侯硐的博物館，該園區系統以瑞三礦業選煤廠與周圍建築群、歷史建築構成，以致力於當地煤礦產業人文遺產的保存與教育推廣及相關資料為主題。

## 歷史
位於新北市瑞芳區的猴硐，過去曾密切建立煤礦產業發展，最初由顏雲年於1912年與木村九太郎合設之久年炭礦，後到1918年，與三井產物共同出資成立基隆炭礦，著力於此地之煤礦開採。隨著宜蘭線之瑞芳至猴硐段於1920年完工，基隆炭礦選定於車站前區域，建造新式選煤廠。並在第二次世界大戰戰後隨由瑞三煤礦創辦人李建興逐步包採周圍礦權及設備後，使猴硐曾成為臺灣總產量最大之單一煤礦的礦區。
瑞三煤礦於1990年停止開採後，隨著在地居民及當地政府共同倡議及推動保存礦業選煤廠及周圍設施，並以保護猴硐文化遺產之呼籲，2004年，臺北縣政府（現升格為新北市政府），確認以「現地保存」模式，以保存選煤廠本身及融合當地產業、歷史發展為基準、並以著重當地光復里、猴硐里與弓橋里觀光需求整合發展，因而進行建立生態博物館規劃，並進行礦業遺址原貌修復、環境整頓綠美化等工程。

2006年，選定於瑞三礦業選煤廠周圍區域完成博物園區選址，開始進行修復工程。
2010年7月24日，該園區正式定名為「猴硐煤礦博物園區」開園營運至今，並成為臺灣具規模的煤礦生態博物館。目前由新北市政府觀光旅遊局持續執行營運工作，2012年，《女孩壞壞》曾選擇與此園區進行拍攝。
2016年，猴硐煤礦博物園區景觀規劃設計獲得第三屆台灣景觀大賞年度大獎。
2019年，當地退休礦工居民主動向瑞三公司承租瑞三本鑛周邊礦業設施設立煤鄉礦工文史館，於8月10日開館營運，同年因園區內瑞三整煤廠建築物保存不堪、建築結構崩塌等因素，新北市政府文化局對此進行瑞三礦業選煤廠修復及再利用工程，該工程設計者由建築師徐裕健負責，並在修復工事中將部分設施、機具、儲煤槽、翻車台、及廠房「產煤裕國」四字保存下來。新北市政府觀光旅遊局後規劃內部展覽，瑞三礦業選煤廠在2022年9月對外開放民眾參觀

## 園區設施
猴硐煤礦博物園區系統目前保存多處展示間及歷史遺跡，其主題以「展現猴硐礦業舊日生活全貌與保存台灣煤礦特有的文化資產」為基本，展示猴硐煤礦的文史記錄、歷史文物、並以整合周邊附屬空間以提升旅遊價值。
主園區設施群包括：
- 瑞三礦業選煤廠遺跡
- 瑞三大橋（運煤橋）
- 礦工紀念館（原礦工浴室）
- 願景館（原煤礦倉庫）
- 旅遊資訊中心（原整煤廠辦事處）
- 地質生態館（原烘砂室）
- 瑞三本坑（含檢身室、配電室及坑頭辦公室）
- 周圍附屬作業空間（木工廠、柴油機車庫）
- 瑞三煤礦復興坑區[9]
- 柴油機車頭
- 瑞三內寮仔舊礦工宿舍

周圍歷史建築、設施群包括：
- 猴硐車站
- 瑞三鑛業大樓(瑞三礦業事務所)
- 猴硐坑
- 金字碑
- 猴硐神社
- 瑞三本鑛坑口前鋼索吊橋[10]
- 猴硐介壽橋紀念碑
- 猴硐生態教育園區
- 美援厝[11]
- 舊宜蘭線猴硐隧道群

## 另見
- 猴硐貓村
- 新平溪煤礦博物園區
- 新北市立黃金博物館
- 水湳洞選煉廠遺址

## 外部連結
- 猴硐煤礦博物園區 - 新北市觀光旅遊網 （页面存档备份，存于）
- 猴硐煤礦生活園區 （页面存档备份，存于）
- 臺灣生態博物館發展機制之研究－以猴硐煤礦博物園區為例 （页面存档备份，存于）